# Vail Bloom
Vail Bloom est une actrice américaine, née le 23 novembre 1984 à Boston, Massachusetts. Elle est notamment connue pour avoir joué dans le Soap Opera américain Les Feux de l'amour où elle interprétait le rôle de Heather Stevens, la fille du détective Paul Williams.

## Biographie
Vail Bloom est née à Boston, aux États-Unis et a grandi dans le Connecticut et en Floride. Elle a obtenu son diplôme à l'Université de Princeton en 2004 en réussissant son baccalauréat universitaire en architecture. Elle commença à être intéressée par le théâtre quand un de ses camarades de Princeton lui demanda de jouer dans un de ses courts-métrages.

## Anecdotes
Pendant son temps libre, Vail adore conseiller et entourer les étudiants de collèges ou de lycées. Elle aime également courir et faire de la randonnée en voiture[pertinence contestée][réf. nécessaire].

## Filmographie

### Cinéma
- 2007 : Finishing the game : Cassie
- 2009 : Angel of Death : Regina Downes
- 2008 : Time : Annie (court-métrage)
- 2011 : Life at Resort : Allison
- 2012 : Paranormal Abduction : Irene Bailey
- 2015 : Too Late : Janet Lyons
- 2018 : Surviving the Wild : Rachel
- 2018 : Orphan Horse : Caroline Crowley
- 2022 : Overwatch : Meghan (court-métrage)

### Séries télévisées
- 2006 : Las Vegas : Une femme (saison 4, épisodes 5)
- 2007-2010, 2023-2024 : Les Feux de l'amour : Heather Stevens (279 épisodes)
- 2009 : Entourage : Assistante d'Amy (saison 6, épisodes 3)
- 2009 : Cold Case : Affaires classées : Alyssa Lane (saison 7, épisode 9)
- 2012 : Hollywood Heights : Une auteure-compositrice connue (épisode 63)
- 2012 : Aspen the Series : Madison Hartman (épisode 1)
- 2013 : Castle : Tiffany Shaw (saison 5, épisode 12)
- 2013 : Hello Ladies : Ashley (épisode 2)

### Téléfilms
- 2009 : Fantasy Over Reality : Sarah
- 2011 : Un amour ne meurt jamais : Beth
- 2023 : Tout pour mon fils : Amelia

### Émission de télé-réalité
- 2014-2015 : Vanderpump Rules (récurrente saison 3)